# Gnosímacos
Los gnosímacos fueron ciertos cristianos del siglo VII catalogados como herejes que censuraban los conocimientos de los místicos, la contemplación y los ejercicios de la vida espiritual, y postulaban que se desterrase el estudio, la meditación, y toda investigación profunda sobre la doctrina y misterios del cristianismo. Se les llamaba  enemigos de las letras, de las ciencias y de la filosofía.